# بید کرکی
بید کرکی (نام علمی: Salix lapponum) نام یک گونه از سرده بید است.